# Dzieduszycki

Wappen der Grafen Dzieduszycki, Wappengemeinschaft Sas

Dzieduszycki ist ein bedeutendes polnisches Hochadelsgeschlecht.

## Geschichte
Das Familienwappen ist Sas. Ende des 18. Jahrhunderts wurde das Geschlecht in den Grafenstand erhoben.
Mitglieder der Familie waren zeitweise im Herrenhaus, dem Oberhaus des österreichischen Reichsrates vertreten.
Bedeutende Vertreter der Familie waren:
- Kazimierz Dzieduszycki (1812–1885), galizischer Landtagsabgeordneter
- Klemens Dzieduszycki (1856–1923), galizischer Landtagsabgeordneter
- Maurycy Dzieduszycki (1813–1877), Historiker
- Józef Kalasanty Dzieduszycki (1772–1847), bibliophiler Sammler, Sparkassenmitbegründer in Lemberg
- Tadeusz Dzieduszycki (1841–1918), galizischer Landtagsabgeordneter
- Władysław Dzieduszycki (1875–1940), galizischer Landtagsabgeordneter
- Włodzimierz Dzieduszycki (1825–1899), Politiker und Förderer der Künste, Sohn von Józef Kalasanty D.
- Wojciech Dzieduszycki (1848–1909), galizischer Landtagsabgeordneter

Ein Vertreter der jüngeren Zeit ist Matt Dzieduszycki (* 1980), ein kanadischer Eishockeyspieler.

## Besitztümer

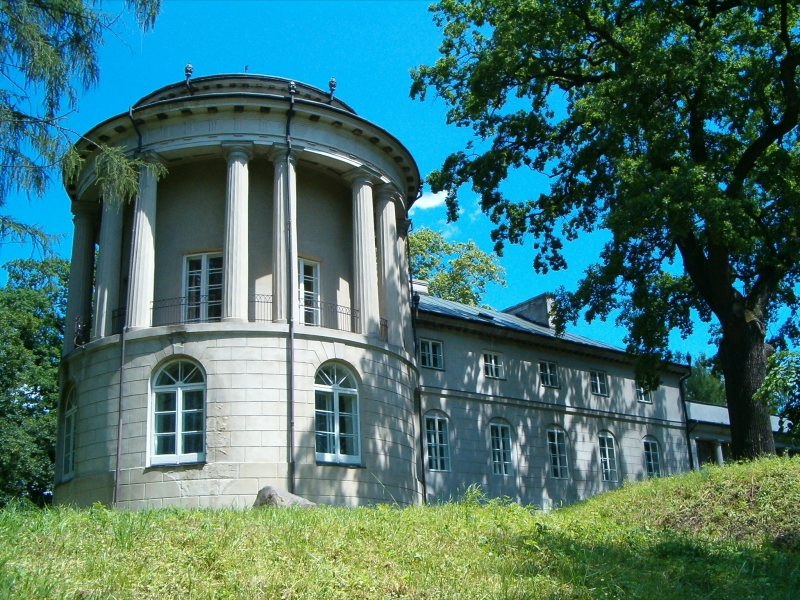
Schloss Dzieduszycki in Zarzecze

Die Familie besaß weit ausgedehnte Besitztümer in Galizien. Zu den Sitzen gehörte das Schloss Dzieduszycki in Zarzecze im Powiat Przeworski in der Woiwodschaft Karpatenvorland.